# 마리아 관음상

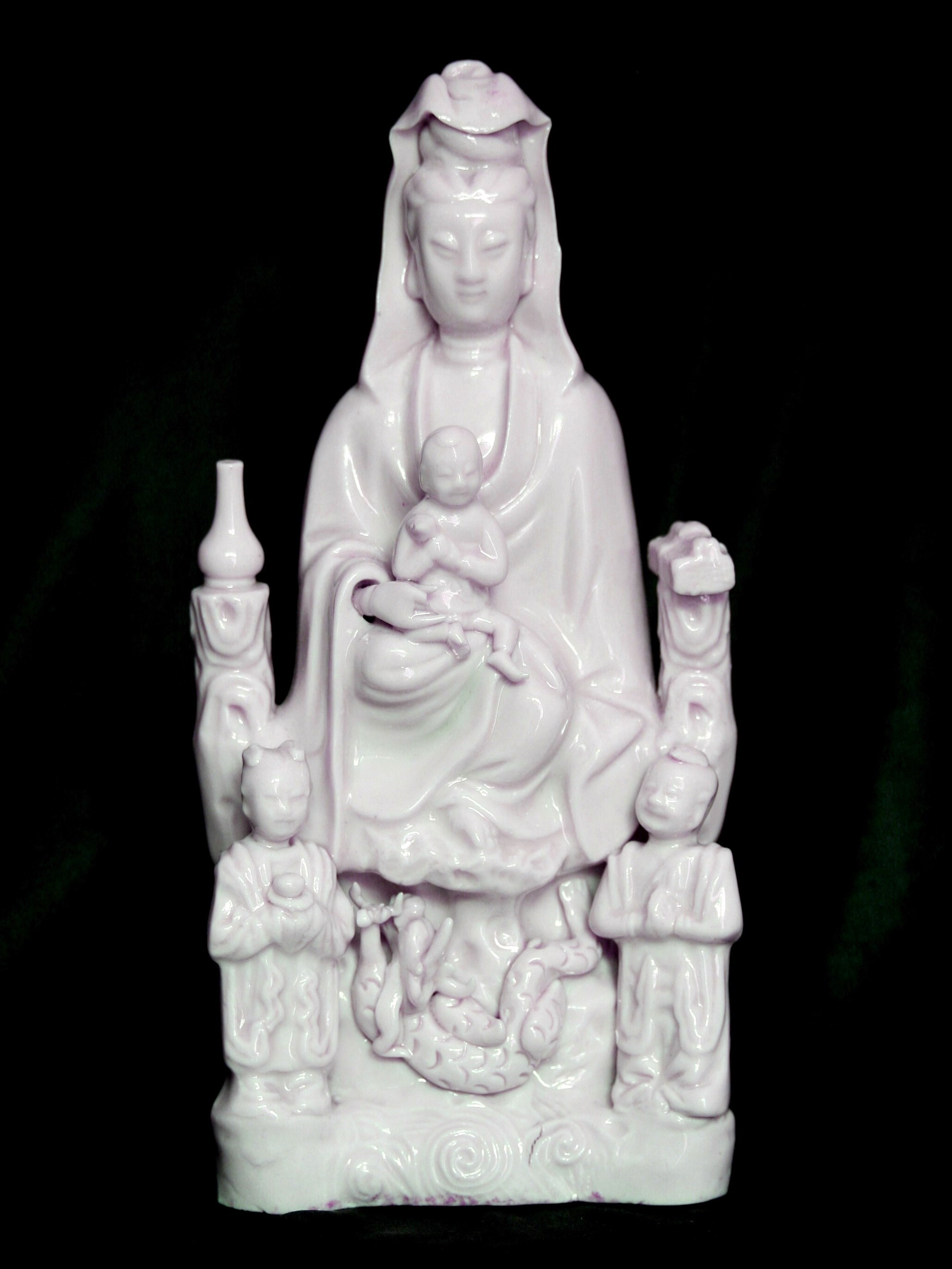
마리아 관음상

마리아 관음상(일본어: マリア観音像)이란 도요토미 히데요시의 바테렌(선교사)추방령 및 에도시대 기독교 금지정책으로 탄압을 당하던 기독교 신자들이 만든 관음보살의 모습을 한 마리아상을 일컫는다. 이들은 막부와 비기독교인들의 눈을 피하기 위하여 마리아 성상을 불상과 비슷하게 개조하여 가쿠레다 기리시탄으로서 신앙생활을 1873년(메이지 6년)에 신앙생활의 자유를 인정하는 해교령(解敎令)이 선포될 때까지 계속 유지했다고 한다. 모양은 지역마다 제각각이다. 작가인 아쿠타가와 류노스케도 집에 마리아 관음을 감춰두고 있었다고 한다. 만화 《소년탐정 김전일》에도 미유키와 김전일이 아사쿠사 기리시단 순교 박물관에 전시된 마리아 관음상을 보면서 신기해하는 이야기가 나온다.